# Hermann Brückl

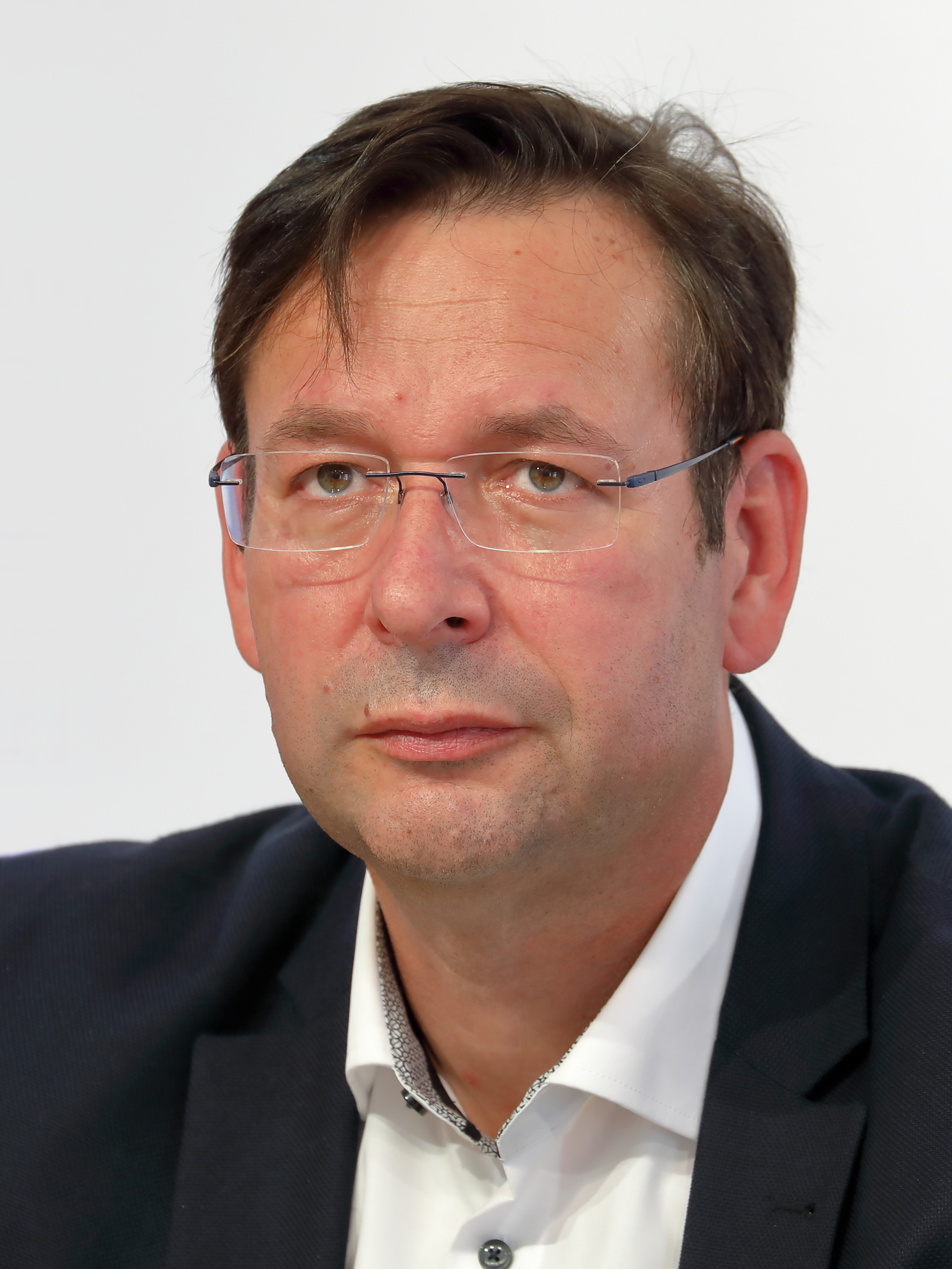
Hermann Brückl (2020)

Hermann Brückl (* 3. November 1968 in Schärding) ist ein österreichischer Politiker (FPÖ) und Rechtspfleger. Er ist seit 2015 Abgeordneter zum österreichischen Nationalrat und aktuell Bildungssprecher. Zuvor war Brückl von 2010 bis 2015 aus dem Bundesland Oberösterreich entsandtes Mitglied des österreichischen Bundesrates.

## Ausbildung und Beruf
Brückl besuchte von 1975 bis 1979 die Volksschule in Andorf und besuchte danach von 1979 bis 1984 das Gymnasium in Schärding bzw. in Ried im Innkreis. Er absolvierte danach von 1984 bis 1987 die     Handelsakademie in Schärding und wechselte im Anschluss von 1987 bis 1988 an die Handelsschule in Schärding. Danach leistete er von 1988 bis 1989 den Präsenzdienst ab und war im Jahr 1989 als Zeitsoldat beschäftigt. Brückl arbeitete in der Folge von 1989 bis 1997 als kaufmännischer Angestellter und absolvierte neben seinem Beruf von 1995 bis 1998 die Abendschule der Handelsakademie für Berufstätige in Wels. Er arbeitete danach zwischen 1997 und 2001 als Gerichtsvollzieher am Bezirksgericht Schärding und war ab 2001 im Kanzleidienst eingesetzt. Nachdem er eine Ausbildung zum Rechtspfleger 2005 mit Diplom abgeschlossen hatte, ist er seit 2005 als Rechtspfleger und Vorsteher der Geschäftsstelle beim Bezirksgericht Schärding tätig.

## Politik und Funktionen
Brückl war von 2000 bis 2003 Mitglied des Gemeinderates der Marktgemeinde Andorf und fungierte während dieser Zeit als Obmann des Ausschusses für wirtschaftliche Angelegenheiten und Tourismus. Seine erste politische Erfahrung hatte er hingegen bereits von 1989 bis 1995 als Bezirksobmann des Ringes Freiheitlicher Jugend im Bezirk Schärding gesammelt, wobei er zudem Landesobmann-Stellvertreter des Ringes Freiheitlicher Jugend Oberösterreich. Er war zudem von 1992 bis 2002 Bezirksparteiobmann-Stellvertreter der FPÖ Schärding und wurde 2002 zum Bezirksparteiobmann der FPÖ Schärding gewählt. Er ist seit 2002 zudem Mitglied des Landesparteivorstandes der FPÖ Oberösterreich und wurde in diesem Jahr auch Mitglied des Finanzausschusses der FPÖ Oberösterreich. Des Weiteren fungierte er von 2002 bis 2005 als Mitglied der FPÖ-Bundesparteileitung, der er seit 2009 neuerlich angehört. Brückl folgte am 20. Oktober 2010 Elmar Podgorschek als oberösterreichisches Mitglied im Bundesrat nach.
Nachdem Podgorschek auch aus dem Nationalrat ausgeschieden war, um Landesrat in der Oberösterreichischen Landesregierung zu werden, rückte Brückl am 28. Oktober 2015 abermals nach. Er wurde im Nationalrat auf dem FPÖ-Mandat im Regionalwahlkreis Innviertel angelobt. Zugleich schied er aus der Länderkammer aus.
Brückl wurde 2006 Schriftführer des Hausvereins Scardonia und übernahm im März 2011 die Funktion des Obmanns der pflichtschlagenden Schülerverbindung Pennale Burschenschaft Scardonia zu Schärding. Er ist außerdem Alter Herr der Pennalen Burschenschaft Markomannia Eisenstadt. Ab dem Jänner 2025 nahm Brückl als „Chefverhandler“ für die FPÖ an Koalitionsverhandlungen mit der ÖVP teil.

## Privates
Brückl ist Vater eines Sohnes.